# Sulejman Ugljanin

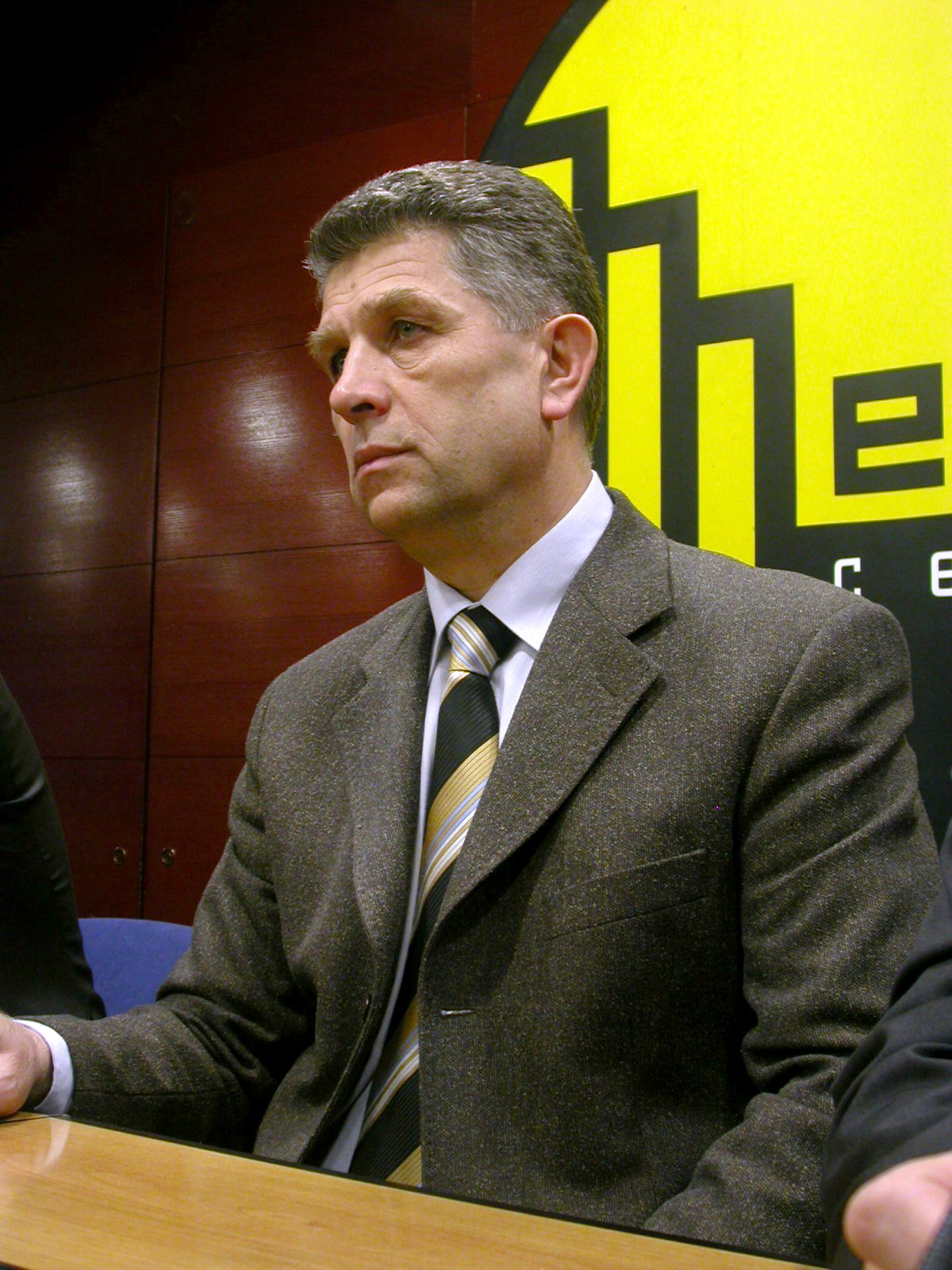
Sulejman Ugljanin

Sulejman Ugljanin (serbisch-kyrillisch Сулејман Угљанин; * 20. November 1953 in Kosovska Mitrovica) ist seit 1990 der Präsident der Stranka demokratske akcije (SDA) des Sandžak. Von 2004 bis 2008 war er zudem Bürgermeister seines Wohnortes Novi Pazar und von Juli 2008 bis 2014 Minister ohne Geschäftsbereich in der serbischen Regierung. Seit 2014 ist er Präsident des Bosniakischen Nationalrates in Serbien.
Ugljanin ist verheiratet und hat vier Kinder, drei Mädchen und einen Jungen.
Nach der serbischen Parlamentswahl am 11. Mai 2008 vereinbarte Ugljanins Partei, die als Bosniakische Liste für einen europäischen Sandžak angetreten war, die Bildung einer Koalitionsregierung mit anderen westlich orientierten Kräften sowie der Sozialistischen Partei Serbiens.